# الکساندر بوچارد
الکساندر بوچارد (انگلیسی: Alexandre Bouchard؛ زادهٔ ۱ مهٔ ۱۹۸۸) بازیکن فوتبال اهل فرانسه است.
از باشگاه‌هایی که در آن بازی کرده‌است می‌توان به باشگاه فوتبال المپیک لیون و باشگاه فوتبال پاریس اف سی اشاره کرد.